# Scherbius & Ritter
Die Firma Scherbius & Ritter war ein von 1920 bis 1936 in Berlin bestehendes deutsches Unternehmen.

## Geschichte

Die „Handelsmaschine“ (1923) war die erste Enigma in einer langen Modellreihe

Die Elektroingenieure Arthur Scherbius (1878–1929) und Ernst Richard Ritter (1882–1936) gründeten die Firma Scherbius & Ritter oHG am 1. April 1920 mit Sitz in Berlin am Schiffbauerdamm 30. Sie ist zu unterscheiden von der Firma Dipl.-Ing. E. Richard Ritter & Co. (1911–1936), die elektrische Haushaltsgeräte vertrieb und 1918 den Prototyp einer Chiffriermaschine kommerziell vertreten hatte. Die Firma Scherbius & Ritter entwickelte unterschiedliche technische Produkte, mit Heizkissen als Hauptartikel, dafür hatte Scherbius in Stockholm bei der Firma Birka AB Patente des sogenannten „Birka-Reglers“ gekauft, den er für das Heizkissen weiterentwickelte. Auch wurde von Scherbius & Ritter ein spezielles Chiffriergerät entwickelt, nämlich das erste Modell (Bild) der später berühmt werdenden Enigma. Während die Entwicklung dieser Maschine hier erfolgte, geschah die Fertigung bei der Gewerkschaft Securitas, die 1923 die Chiffriermaschinen AG (ChiMaAG) gründete. Danach erfolgten Weiterentwicklung, Konstruktion und Produktion der Enigma durch die ChiMaAG und auch durch deren Zulieferer.
Am 1. Juli 1929 wurde die Handelsgesellschaft in eine Kommanditgesellschaft (KG) umgewandelt. Die nun Scherbius & Ritter KG war ab 1930/31 nicht mehr zahlungsfähig und ging 1931 in Konkurs; jedoch wurde der Konkurs wieder rückgängig gemacht, da die Zwangsversteigerung von Grundstücken und die Übertragung eines Patents noch ausstanden. Scherbius’ Witwe Elisabeth und andere Mitglieder der Familie Scherbius hatten sowohl durch die Verluste der ChiMaAG als auch durch Scherbius & Ritter erhebliche finanzielle Nachteile zu tragen. Ein Briefwechsel zwischen Scherbius Witwe und seiner Mutter beschreibt „das Ende & die Katastrophe von Arthurs Gründungen“. Die Firma, die auf dem Papier noch weiterbestand, wurde erst 1936 endgültig aufgelöst.
Die Immobilie Königstraße 40 wurde zwangsversteigert, die 1930 von der Firma Sun Vic Ltd, London, gegründete Birka Regulator GmbH fertigte dort von 1931 bis 1967 Thermostate und Schalter, nur noch zum geringen Teil für Heizkissen, überwiegend für andere Anwendungen.